# アニマルマニア
『アニマルマニア』は、玖保キリコの漫画。『動物占い』が題材。『ビッグコミックスピリッツ』（小学館）に連載された。単行本は小学館から、全2巻。第2巻の巻末は『バケツでごはん』の番外編が収録されている。

## 登場キャラクター

### 泉中の先生・生徒
森野こじか
24歳。教師の女性。キャラはこじか。
泉中に赴任してきた新人教師。恥ずかしがり屋で人見知りする割には、時々ものすごい図々しさを見せる（特に男関係）。ただいま恋人募集中。しかしまわりに若い男が少ないので漠然と不安。
生徒たちの事はなぜか名字ではなく、下の名前で呼ぶ。
山辺ポン太
校長の男性。キャラはたぬき。兄丸島唯一の中学校、泉中の校長先生。
岩田ししお
14歳。中学2年生の男子。キャラはライオン。
泉中の生徒会長。常にリーダーとしての自分をアピール。負けず嫌いで、完璧主義者を自認。前生徒会長のとら彦が目の上のたんこぶ。留学中の兄を尊敬している。部屋はものすごく汚い。
小原ひょう太
15歳。中学3年生。中学3年生の男子。キャラは黒ひょう。
流行りものは（兄丸島で）いち早くゲット。オシャレにはうるさく、人の買い物をアドバイスするのが大好き。姉が3人いる。運動神経もよく、体育祭の星だが「根性」は嫌い。
横田とら彦
15歳。中学3年生の男子。キャラは虎。
泉中にひとつしかないクラスの学級委員。正義感あふれる優等生だが、正直すぎるのが玉に瑕。微妙なニュアンスを理解できず、時として他人を傷つけてしまうが、本人が気づかないので気にしない。
中村ペガサ
13歳。中学1年生の女子。キャラはペガサス。
常にマイペース。授業中ぼーっとしていたり、さぼったりする割には、ときどき閃いたりする。勉強しない割には、テストのヤマを当てるのがうまい。自分の中の独特の合理性が他人には理解されない。
大山善ぞう
14歳。中学2年生の男子。キャラはゾウ。
努力家で、こつこつと作り上げていく地道な作業が好き。他人が自分をどう見るかを常に気にしているのだが、人の話はあまり聞かない。どちらかと言えば悲観論者で、いつも悪い状況を想像して悩む。
鈴木チイコ
13歳。中学1年生の女子。キャラはチータ。ひつみの2歳下の妹。
思いついたら即実行。頭の回転は早いが飽きっぽいので、達成力はあまり無し。社交的で、調子がよく、流行に敏感でダサイことが大嫌い。島でひょう太といちにを争う運動神経の良さを持つ。
山田さる吉
13歳。中学1年生の男子。キャラは猿。
お調子者の、宴会好き。人懐っこく、人の心を和ませる愛嬌の持ち主。小銭に細かく、きっちりと貯金があるのが自慢。しかし、ときどき、変なものにお金を使ってしまい、後悔するタイプ。
加藤コアラ
14歳。中学2年生の女子。キャラは子守熊。
ちゃっかりした現実主義者。自分の損になることは絶対しない。長期計画を建てて、着実に実現させていく。面倒見もいいが、そこには何か意図がある。特技として、ししおの扱いがうまい。
鈴木ひつみ
15歳。中学3年生の女子。キャラはひつじ。チイコの2歳上の姉。
人のことを思い遣るやさしい3年生。大勢でいるのが好きで、仲間はずれにされるのが嫌い。普段は縁の下の力持ち的役割だが、マイクを持ったら離さない。妹（チイコ）の調子の良さがうらやましい。
広田たぬこ
13歳。中学1年生の女子。キャラはたぬき。
パソコンを駆使した情報収集力に長ける。イベント好きで、人の采配も上手だが、忘れっぽいので、自分の計画したイベントも忘れてしまうこともある。深刻なことは考えたくないし、考えられない。
吉田おおかみ
14歳。中学2年生の男子。キャラは狼。
常に自分の中にテーマがあるが、あまり人には理解されない。自分の中で何かが流行るとずっとそれを繰り返してやっていても平気。協調性があまりないが、それなりに団体生活の中でうまくやっている。

### 兄丸島の人々
岩田しし太郎
27歳。大学院生。キャラはししお同様、ライオン。
ししおの兄。兄丸島きっての秀才と言われている。5人目の彼女とアメリカで同棲していて子供が生まれるらしい。
海江田猿雄
55歳。船長。男性。キャラは猿。
兄丸島と弟丸島、本土を結ぶ定期船、海猿丸の船長。5年前に妻と死に別れ、20歳になるひとり娘は本土に就職。趣味は釣り。
緑山一男
兄丸島の村長補佐。真面目で頭が良く、かなりの切れ者。鹿野よし子と結婚。
小原ひとみ・ふたみ・みみ子
ひょう太の3人の姉達。ひょう太をこき使う、携帯を取り返すため学校に乗り込んだこともある。キャラはライオン、虎、チータで、ひょう太も含めると、ネコ科繋がりの姉弟である。
香取さゆり
兄丸島に一軒しかないおしゃれの店、「カトレア」のオーナーで押しが強い性格。旦那はかなり気まぐれで、その時の気分で店を閉めることもある。
黒川
兄丸島に一軒しかない食堂「さゆり」のオーナー。新しい物好きでオープンカフェ風に店を改装したり、焼肉を扱ったり、さゆり焼きを作ったり何でも取り入れる。店名の「さゆり」はカトレアのオーナーさゆりに半ば強引に命名されたが、本人は大好きな吉永良さゆりから来ていると自分に言い聞かせている。